# Euxoa reisseri
Euxoa reisseri là một loài bướm đêm trong họ Noctuidae.